# Piłka nożna na Letnich Igrzyskach Olimpijskich 1920
Turniej piłki nożnej mężczyzn odbywający się w ramach Letnich Igrzyskach Olimpijskich w Antwerpii w 1920 – piąta edycja zmagań piłkarskich podczas letnich igrzysk olimpijskich, przeprowadzona pomiędzy 28 sierpnia 1920, a 5 września 1920, jako jedno ze 154 wydarzeń tych igrzysk. Jego zwycięzca zostawał zarówno mistrzem olimpijskim, jak i nieformalnym amatorskim mistrzem świata.
W 1920 r. FIFA liczyła 22 członków, jednak przynależność do tej organizacji nie warunkowała możliwości wystąpienia w turnieju piłkarskim igrzysk olimpijskich. W tym celu należało być członkiem Międzynarodowego Komitetu Olimpijskiego. Swojej reprezentacji futbolowej nie wystawiło żadne z państw Ameryki Południowej i Północnej. Do imprezy zgłoszono 16 drużyn – piętnaście europejskich i jedną z Afryki. W losowaniu uczestniczyło jednak tylko 15 zespołów, bowiem przed jego przeprowadzeniem wycofała się Polska. Ostatecznie w zmaganiach udział wzięło 14 ekip – Szwajcaria zrezygnowała z rozegrania spotkania I rundy na dzień przed meczem.

## Tło turnieju i zasady
Z uwagi na fakt, że były to pierwsze igrzyska po zakończeniu I wojny światowej, nie zaproszono drużyn reprezentujących państwa centralne i ich sojuszników (Niemcy, Austrię, Węgry, Bułgarię oraz Turcję). Angielski Związek Piłki Nożnej wystąpił z FIFA – razem ze związkami pozostałych krajów Wielkiej Brytanii (szkockim, irlandzkim i walijskim) – po odrzuceniu ich żądania dotyczącego wykluczenia z tej organizacji federacji niemieckiej, austriackiej i węgierskiej. FIFA zaakceptowała jednak zgłoszenie reprezentacji Wielkiej Brytanii oceniając, że państwa przystępujące do igrzysk olimpijskich w innych dyscyplinach sportu nie powinny być wykluczane z turnieju piłkarskiego. Podobnie jak w dwóch poprzednich olimpijskich turniejach piłkarskich, wszyscy brytyjscy zawodnicy pochodzili z Anglii. 12 lipca 1920 władze Komitetu Udziału Polski w Igrzyskach Olimpijskich podjęły decyzję o rezygnacji ze startu w Igrzyskach VII Olimpiady ze względu na postępującą coraz bardziej agresję bolszewicką na ziemie polskie. 20 sierpnia 1920 rozlosowano mecze I rundy. 27 sierpnia 1920, na skutek konfliktu pomiędzy francusko- i niemieckojęzycznymi przedstawicielami federacji szwajcarskiej z udziału w turnieju wycofana została prezentacja tego kraju.
Początkowo zdecydowano, że turniej zostanie rozegrany według tzw. systemu Bergvalla, czyli zmodyfikowanego wariantu systemu pucharowego, pozwalającego zminimalizować jego słabości. Przy założeniu, że tylko 1. miejsce można wiarygodnie ustalić czystym systemem pucharowym, system Bergvalla zapewniał wszystkim drużynom, które przegrają ze zwycięzcą, drugą szansę i możliwość gry o 2. miejsce. Zespoły pokonane przez wicemistrzów miały z kolei rozegrać mecz o 3. miejsce. Dawało to szanse, że końcowe miejsca będą bliższe rzeczywistym poziomom sportowym, prezentowanym przez poszczególne reprezentacje. Przed rozpoczęciem turnieju zrezygnowano jednak z tych ustaleń, gdyż uczestników – zgodnie z regulaminem wyłącznie amatorów – nie można było prosić o tak długi pobyt. W związku z tym system został nieco zmodyfikowany: drużyny pokonane w ćwierćfinale powinny zmierzyć się ze sobą. Zwycięzcy dwóch meczów miały następnie zagrać przeciwko sobie, aby wyłonić pierwszego uczestnika, który awansuje do półfinału rundy o 2. i 3. miejsce. Dodatkowe pole powinni uzupełnić przeciwnicy zwycięzcy z finału, półfinału i 1/8 finału. Te cztery drużyny miały rozegrać o srebrny i brązowy medal w prostym systemie pucharowym.

## I runda
Belgia - jako gospodarz turnieju - otrzymała wolny los.
Francja otrzymała walkowera 2:0, uzyskując tym samym awans do ćwierćfinału na skutek rezygnacji z gry przez Szwajcarię.
| 28 sierpnia Stadion aan de Broodstraat, Antwerpia |  | Czechosłowacja  | 7 | - | 0 (3-0) | Królestwo SHS |
| 28 sierpnia Olympisch Stadion, Antwerpia          |  | Wielka Brytania | 1 | - | 3 (1-1) | Norwegia      |

| 28 sierpnia La Gantoise, Gandawa |  | Włochy | 2 | - | 1 (1-0) | Egipt |

| 28 sierpnia La Butte, Bruksela           |  | Holandia | 3 | - | 0 (1-0) | Luksemburg |
| 28 sierpnia Olympisch Stadion, Antwerpia |  | Szwecja  | 9 | - | 0 (6-0) | Grecja     |
| 28 sierpnia La Butte, Bruksela           |  | Dania    | 0 | - | 1 (0-0) | Hiszpania  |

## Ćwierćfinały
| 29 sierpnia La Butte, Bruksela |  | Czechosłowacja | 4 | - | 0 (2-0) | Norwegia |

| 29 sierpnia Olympisch Stadion, Antwerpia          |  | Włochy   | 1 | - | 3 (1-2)                        | Francja   |
| 29 sierpnia Stadion aan de Broodstraat, Antwerpia |  | Holandia | 5 | - | 4 (4-4, 4-4, 2-3), po dogrywce | Szwecja   |
| 29 sierpnia Olympisch Stadion, Antwerpia          |  | Belgia   | 3 | - | 1 (2-1)                        | Hiszpania |

## Półfinały
| 31 sierpnia Olympisch Stadion, Antwerpia |  | Czechosłowacja | 4 | - | 1 (1-0) | Francja |

| 31 sierpnia Olympisch Stadion, Antwerpia |  | Belgia | 3 | - | 0 (0-0) | Holandia |

## Finał
| 2 września Olympisch Stadion, Antwerpia |  | Belgia | 2 | - | 0- mecz przerwany | Czechosłowacja |

Drużyna Czechosłowacji opuściła plac gry w 39. minucie spotkanie, przy stanie 2:0 dla Belgii, protestując przeciw nieobiektywnemu sędziowaniu. Zespół został zdyskwalifikowany.
W celu wyłonienia zdobywcy srebrnego i brązowego medalu rozpoczęto nowy turniej.

## Turniej wyłaniający srebrnych i brązowych medalistów

### I runda (dla przegranych ćwierćfinalistów)
| 31 sierpnia Stadion aan de Broodstraat, Antwerpia |  | Włochy | 2 | - | 1 (2-1, 1-1, 0-1), po dogrywce | Norwegia |

| 1 września Stadion aan de Broodstraat, Antwerpia |  | Hiszpania | 2 | - | 1 (0-1) | Szwecja |

### II runda (między zwycięzcami I rundy)
| 2 września Olympisch Stadion, Antwerpia |  | Włochy | 0 | - | 2 (0-1) | Hiszpania |

### III runda (między zwycięzcą II rundy, przegranymi półfinalistami i uczestnikiem finału)
|  |  | Holandia |  | - |  | Francja |

|  |  | Hiszpania |  | - |  | Czechosłowacja |

Oba mecze III rundy nie odbyły się. Czechosłowacja nie przystąpiła do gry z powodu dyskwalifikacji, zaś Francja odmówiła gry w dodatkowym turnieju. Do meczu o 2. miejsce awansowały Hiszpania i Holandia.

### Mecz o srebrny medal
| 5 września Olympisch Stadion, Antwerpia |  | Hiszpania | 3 | - | 1 (2-0) | Holandia |

## Turniej pocieszenia (dla drużyn, które odpadły w I rundzie)
| 2 września Olympisch Stadion, Antwerpia |  | Sułtanat Egiptu | 4 | - | 2 (2-1) | Królestwo SHS |

Rozgrywanie turnieju przerwano, z powodu konieczności wyłonienia medalistów.

### Podsumowanie medalowe
| Złoto | Srebro | Brąz |
| Belgia - Jean De Bie - Armand Swartenbroeks - Oscar Verbeeck - Joseph Musch - Émile Hanse - André Fierens - Louis Van Hege - Henri Larnoe - Mathieu Bragard - Robert Coppée - Désiré Bastin - Félix Balyu - Fernand Nisot - Georges Hebdin Trener: Raoul Daufresne | Hiszpania - Ricardo Zamora - Pedro Vallana - Mariano Arrate - Juan Artola - Agustín Sancho - Ramón Eguiazábal - Francisco Pagazaurtundúa - Félix Sesúmaga - Patricio Arabolaza - Rafael Moreno - Domingo Acedo - José María Belauste - Josep Samitier - Luis Otero - Joaquín Vázquez - Sabino Bilbao - Ramón Gil - Silverio Izaguirre Trener: Francisco Bru Sanz | Holandia - Arie Bieshaar - Leo Bosschart - Evert Bulder - Jaap Bulder - Jan de Natris - Harry Dénis - Ber Groosjohan - Frits Kuipers - Dick MacNeill - Henk Steeman - Jan van Dort - Oscar van Rappard - Ben Verweij - Felix von Heijden |